# 주 열왕
동주 열왕 희희(東周 烈王 姬喜)는 주나라의 34대 왕이다.

## 사적
열왕 2년(기원전 374), 주나라의 태사(太史) 담(儋)이 진(秦)나라 헌공(獻公)을 보고는 말하였다.
"원래 주나라와 진나라는 한 나라였다가 갈라졌는데, 5백년 뒤에 다시 합쳤다가 17년 후에 패자(覇者)가 나타날 것이다."
열왕 10년(기원전 369), 붕어하였다. 아우 편(扁)이 뒤를 이었다.